# Александър Кокарешков
Александър Георгиев Кокарешков е български музикант – композитор и диригент, създател и ръководител на фолклорни ансамбли.

## Биография
Роден е на 13 август 1927 година в Белица, Разложко. Баща му Георги е признат изпълнител на градски песни. По-малка сестра на Александър е народната певица Мария Кокарешкова.
Завъшва Българската държавна консерватория в класа на професор Георги Димитров със специалност „Хорово дирижиране“. В 1951 година завършва и Теоретичния отдел.
Александър Кокарешков е първият диригент на оркестъра на Фолклорния ансамбъл „Пирин“. В 1981 година става ръководител на новосъздадения Ансамбъл за народни песни „Разлог“. Създател е и ръководител на Ансамбъл „Неврокоп“ в град Гоце Делчев.
Обработва много народни песни, чиито записи се съхраняват във фонда на Радио Благоевград и Радио София. Създава и авторски песни. Песента „Пушка пукна на Илинден“, на която създава и музиката, и текста, се счита за химн на родния му град Белица.
Умира на 4 септември 1985 година в София.